# ناويا سينو
ناويا سينو (باليابانية: 妹尾 直哉) (مواليد 15 أغسطس 1996)، هو لاعب كرة قدم ياباني سابق كان يلعب كلاعب وسط.

## وصلات خارجية
- ناويا سينو على موقع رابطة كرة القدم اليابانية للمحترفين (اليابانية)
- ناويا سينو على موقع قاعدة بيانات كرة القدم.إي يو (الإنجليزية)
- ناويا سينو على موقع Soccerway.com (الإنجليزية)
- ناويا سينو على موقع عالم كرة القدم.نت (الإنجليزية)
- ناويا سينو على موقع كووورة